# Hot cross bun

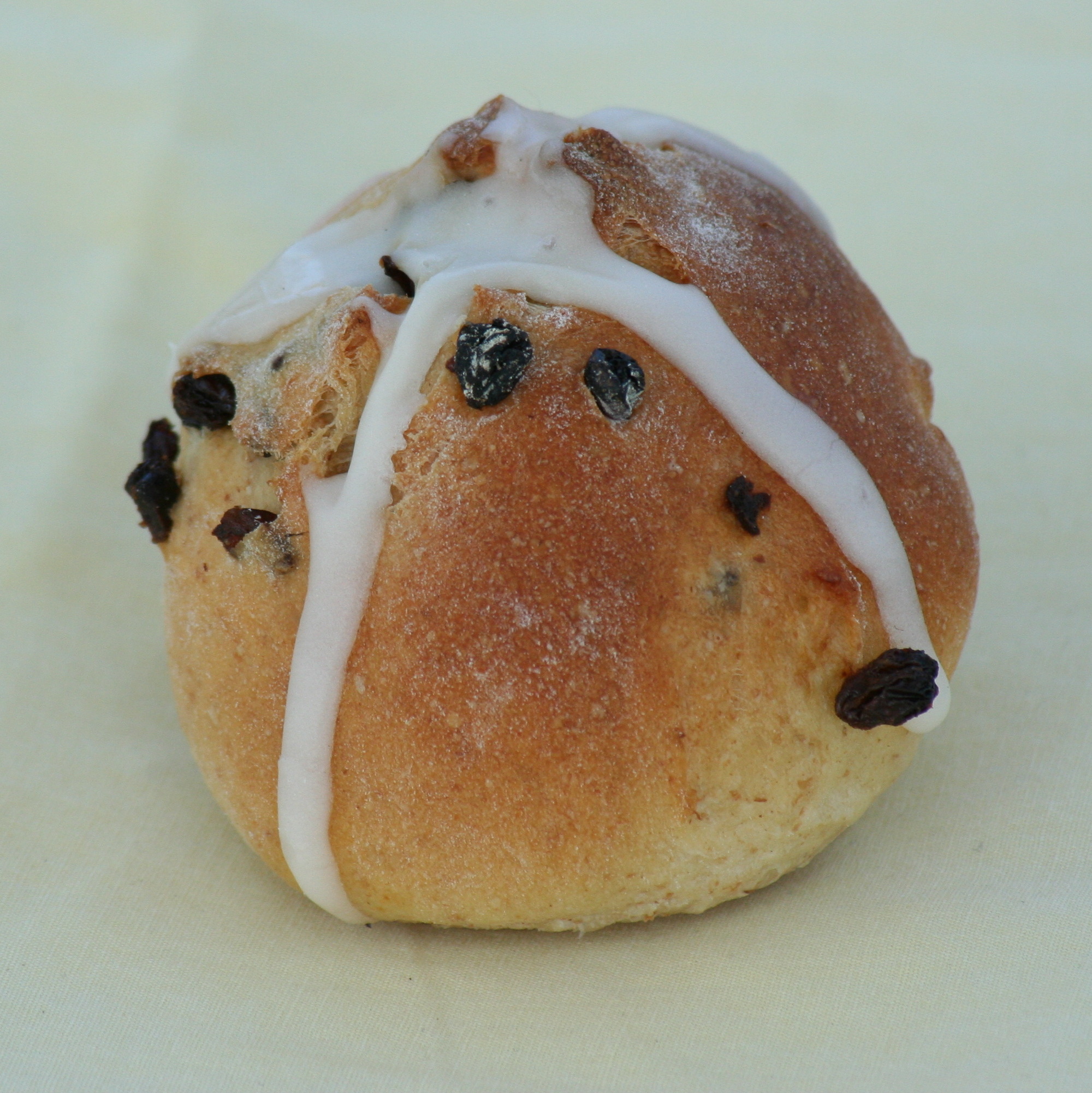
Hot cross bun

Le hot cross bun ou cross-bun (ou brioche de Vendredi Saint ou brioche de carême parmi les franco-canadiens) est un petit pain sucré, levé, fait avec des épices, des raisins de Corinthe ou des raisins, incorporant souvent des fruits confits de type agrume, et marqués avec une croix sur le dessus. La croix peut être faite en pâtisserie, avec un mélange de farine et d'eau, en papier de riz, avec un glaçage ou simplement avec deux coupures à angle droit. On les mange traditionnellement le vendredi saint dans les pays anglo-saxons, mais au Royaume-Uni on en trouve toute l'année.
Il existe une comptine en anglais appelée Hot Cross Buns (en).

## Historique

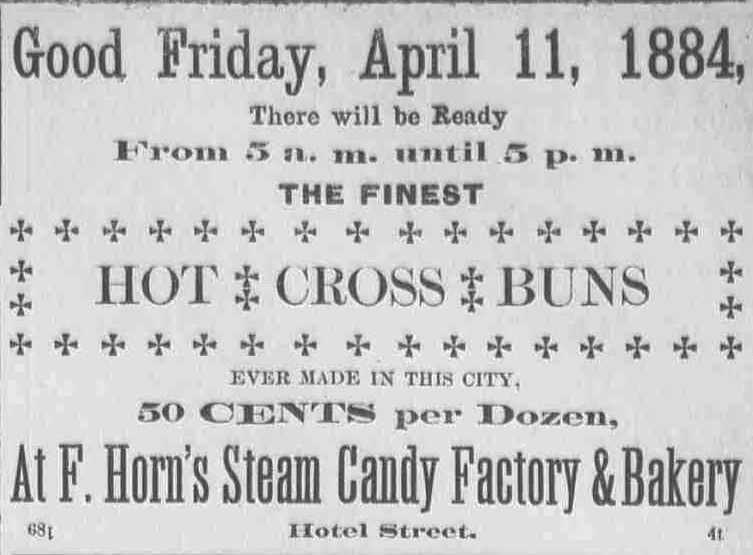
Annonce dans le journal "The Daily Bulletin" du 11 avril 1884 : 50 centimes la douzaine de Hot Cross Buns à la fabrique de "F. Horn's Steam Candy Factory & Bakery".

Dans de nombreux pays de tradition chrétienne, les petits pains étaient traditionnellement consommés chauds ou toastés le Vendredi saint, avec à leur sommet une croix comme symbole de la crucifixion. Certains pensent que cette coutume est antérieure à la chrétienté, même si l'usage du terme « hot cross bun » n'est pas attesté avant 1733, et pensent que des petits pains marqués d'une croix étaient consommés par des Saxons en l'honneur de la déesse Éostre (la croix aurait alors symbolisé les quatre quartiers de la Lune). Le nom « Eostre » a probablement donné le mot « Easter » (Pâques en anglais). D'autres affirment que les Grecs marquaient des gâteaux d'une croix bien antérieurement.
Selon l'auteur de livres de cuisine Elizabeth David, les rois protestants anglais ont vu dans les hot cross buns un reste dangereux de la foi catholique en Angleterre, car ils étaient cuits à partir de la pâte utilisée pour confectionner l'hostie. L'église protestante a tenté d'interdire la vente des hot cross buns par les boulangers, mais ils étaient bien trop populaires. À la place, Elizabeth I a écrit une loi qui permettait aux boulangeries de les vendre, mais seulement à Pâques et à Noël[réf. nécessaire].

## Superstitions
Le folklore anglais comprend de nombreuses superstitions tournant autour des hot cross buns :
- Une d'entre elles dit que les hot cross buns cuits et servis le Vendredi saint ne se gâtent pas et ne moisissent pas pendant l'année qui suit.
- Une autre croyance encourage à les conserver dans un but médicinal : un morceau de hot cross bun donné à un malade l'aiderait à guérir[8].
- Partager un hot cross bun avec quelqu'un d'autre est supposé garantir l'amitié pendant l'année à venir en particulier si l'on prononce en même temps « Half for you and half for me, Between us two shall goodwill be  » (une moitié pour moi et une moitié pour toi, entre nous l'entente régnera).
- À cause de la croix sur les petits pains, certains disent qu'il faut les embrasser avant de les manger.
- Si l'on en emporte lors d'un voyage en bateau, celui-ci ne peut pas chavirer.
- Si l'on les accroche dans la cuisine, on dit qu'ils protègent du feu et font en sorte que tous les pains réussissent. Le petit pain accroché est remplacé chaque année[8].

## Variantes

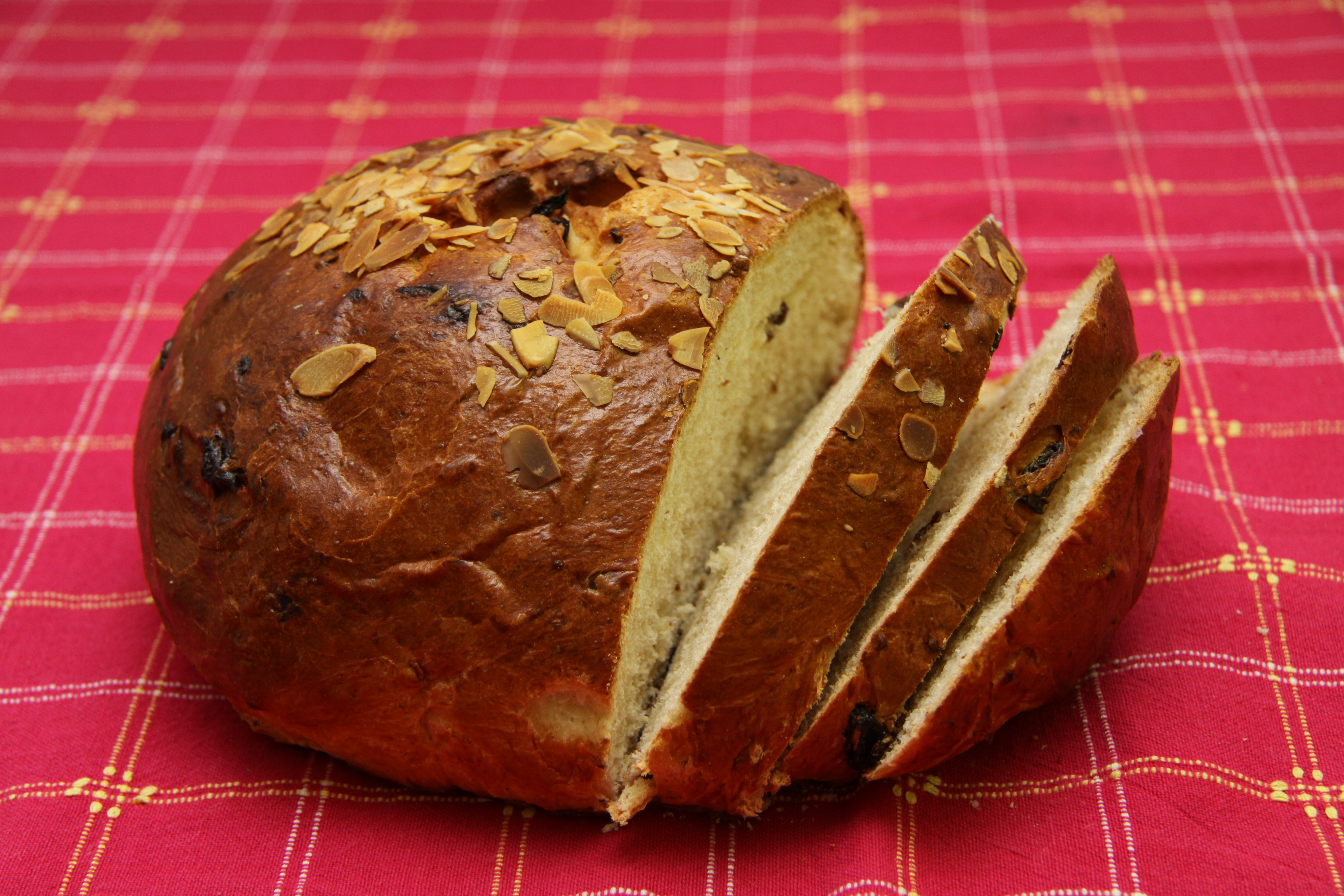
Mazanec tchèque

Au Royaume-Uni, les principales chaînes de supermarchés produisent des variations de la recette traditionnelle, comme des petits pains au toffee, à l'orange et à la canneberge et à l'orange et à la cannelle.
En Australie, une version au chocolat du cross bun est devenue populaire. Elle contient en général le même mélange d'épices, mais des copeaux de chocolat sont utilisés à la place des raisins de Corinthe.
En République tchèque, le mazanec est un gâteau ou une brioche semblable mangée au moment de Pâques. Il a souvent une croix sur le dessus.

## Voir également
- Hot Cross Buns (en)
- Canestre
- Mona de Pascua